# Afera Watergate
 Ovo je glavno značenje pojma Afera Watergate. Za druga značenja pogledajte Afera Watergate (razdvojba).
Watergate je naziv za jedan od najtežih političkih skandala u američkoj povijesti. Afera je dovela do ostavke američkog predsjednika, republikanca Richarda Nixona, nakon što je otkrivena njegova umiješanost u pokušaj prikrivanja skandala.
U užem smislu, 'afera Watergate' se odnosi na prisluškivanje i provalu u sjedište Demokratskog nacionalnog komiteta Demokratske stranke u hotelsko-stambenom kompleksu 'Watergate' u Washingtonu. U širem smislu, Watergate je opći pojam za složenu mrežu političkih skandala u SAD-u između 1972. i 1974. godine. 
Oni su uključivali politički motivirane provale, mito, iznude, prisluškivanje telefona, urotu, opstrukciju pravde, uništavanje dokaza, porezne prijevare, nezakonitu upotrebu vladinih agencija kao što su FBI i CIA, ilegalne doprinose za kampanje i upotrebu novca poreznih obveznika u privatne svrhe. Najviše od svega, Watergate je sinonim za zloupotrebu moći.
Prethodnica afere su mjere koje je Nixon poduzeo između 1969. i 1971. godine, navodno radi državne sigurnosti. Kako bi spriječio curenje informacija, Nixon je bez sudskog naloga odobrio prisluškivanje telefona vladinih dužnosnika i novinara, a 1971. je odobrio sigurnosnu operaciju koja je obuhvaćala provale i otvaranje pošte. Iste godine Nixon je u tu svrhu oformio i posebni istražni odjel, čiji su agenti provalili u ordinaciju doktorice Lewis Fielding, psihijatrice Daniela Ellsberga, čovjeka koji je New York Timesu dao Pentagon Papers - dokumente o tajnim američkim operacijama u Vijetnamu, i kojeg je tih dana čekalo suđenje za špijunažu.
Najpoznatiji dio ove priče odigrao se 17. lipnja 1972. u 2 i 30 ujutro, kad je policija uhitila petoricu muškaraca u sjedištu nacionalnog odbora demokrata dok su podešavali elektronsku opremu koju su postavili mjesec dana ranije. Jedan od uhićenih bio je James McCord, koordinator za sigurnost u CRP-u (Committee for the Re-election of the President - Odbor za reizbor predsjednika).

## Poveznice
- Irangate
- Filegate
- Travelgate
- Monicagate
- Plamegate
- Rathergate
- Whitewatergate

## Vanjske poveznice
- CBS first report on the Watergate scandal, June 19th, 1972 video
- Watergate trial sketches by artist John D. Hart  Arhivirana inačica izvorne stranice od 8. srpnja 2007. (Wayback Machine)
- White House tape transcripts
- The White House tapes themselves  Arhivirana inačica izvorne stranice od 17. travnja 2005. (Wayback Machine)
- Washington Post Watergate Archive
- Washington Post Watergate Tape Listening Guide
- BBC News reports on Watergate
- Watergate.info - The Scandal That Destroyed Pres. Richard Nixon
- Watergate Timeline
- Watergate Key Players by Washington Post
- Schemers In the Web
- Extensive set of online Watergate
- Michael Schudson, Watergate in American Memory: How We Remember, Forget, and Reconstruct the Past (New York, 1992)
- Silent Coup  Arhivirana inačica izvorne stranice od 28. veljače 2007. (Wayback Machine)